# 湯の里ユースホステル
湯の里ユースホステル（ゆのさとユースホステル）は鹿児島県指宿市大牟礼二丁目にある日本ユースホステル協会に加盟している鹿児島県のユースホステル。

## 設備
- 個人や小グループに適している
- 余裕があればグループで一室利用可
- 駐車場あり
- 駐輪場あり
- 洗濯機あり
- 乾燥機あり
- 荷物預かりあり
- 施設内に温泉あり
- 周辺に温泉あり
- レンタサイクルあり

## アクセス
- 指宿枕崎線指宿駅下車800m徒歩12分

## 周辺情報
- 指宿温泉
- 山川温泉
- 鰻温泉
- 開聞温泉
- 開聞岳
- 池田湖